# Die 27ste Stadt
Die 27ste Stadt (englisch The Twenty-Seventh City) ist der Debüt-Roman des US-amerikanischen Schriftstellers Jonathan Franzen. Er erschien 1988 bei Farrar, Straus and Giroux und 2003 in der deutschen Übersetzung von Heinz Müller beim Rowohlt Verlag.

## Kurzbeschreibung
Die Inderin Susan Jammu wird überraschend neue Polizeichefin von St. Louis, was auch aufgrund von Sexismus und Rassismus Misstrauen bei den einen, aufgrund von Jammus Charisma und zupackender Art Personenkult bei den anderen hervorruft. Jammu avanciert rasch zum Dreh- und Angelpunkt nicht nur der Polizeiarbeit und eines Vorhabens, St. Louis mit St. Louis County zu vereinigen, sondern das von ihr herbei- und angeführte indisch-amerikanische Syndikat strebt auch danach, die finanzielle Kontrolle über die Stadt zu erlangen. Gegner dieser Vorhaben des Syndikats ist zeitweise ein lokaler Baumagnat, mit dem die manipulative Jammu gegen Ende der Handlung kurzzeitig ein Liebespaar bildet. Letztlich gelingen Jammus Vorhaben nur teilweise, und neben der Gattin des Baumagnaten und weiteren Personen kommt auch Jammu dabei gewaltsam ums Leben.

## Inhalt

### Vorgeschichte
„1870 war St. Louis die viertgrößte Stadt Amerikas,“ lässt Franzen das zweite Kapitel von Die 27ste Stadt beginnen und erklärt, dass die Stadtbewohner von St. Louis in den 1870er Jahren finanzielle Konflikte zwischen wohlhabender Stadt und damals agrarorientierter St. Louis County dadurch zu lösen trachteten, dass man die Stadt aus der County ausgliederte. Anschließend allerdings begann die Stadt zu implodieren, weil sie nicht weiter expandieren konnte. Und die in der Stadt „alteingesessenen Fabriken nahmen Reißaus vor den Zerstörungen, die sie angerichtet hatten. Neue Fabriken ließen sich in der County nieder. In den dreißiger Jahren zogen verarmte schwarze Familien aus den ländlichen Südstaaten zu und beschleunigten die Abwanderung der Weißen in die Vororte“ und damit die Abwanderung der Finanzkraft. „Das abgeschnittene und eingeschnürte St. Louis […] war 1980 auf Platz siebenundzwanzig der amerikanischen Großstädte abgerutscht“, womit der Titel des Buches Die 27ste Stadt erklärt ist. In einer Umkehrung der Verhältnisses der 1870er Jahre wacht zum Zeitpunkt der Handlung die County „eifersüchtig über ihre Pfründen. Nichts außer eine Wiedervereinigung mit der Stadt konnte sie dazu bewegen, der Stadt zu Hilfe zu kommen.“

### 1984 (Kapitel 1 bis 12)
Die Salon-Kommunistin Shanti Jammu, „eine mit Indira Gandhi blutsverwandte kaschmirische Brahmanin“, die von der indischen Presse der „lachende Immobilienschakal“ genannt wird, plant von langer Hand eine gewinnbringende Investition. „In jedem sozialen Organismus, selbst in einer beschaulichen Stadt des amerikanischen Mittelwestens, gebe es Ungleichheiten, die sich bis zum Umsturz steigern ließen. (Umsturz! In ihrer Naivität verwechselte sie Korruption mit Subversion.)“ Zu diesem Zweck schickt Shanti Jammu nach und nach eine Gruppe Inder in die USA, darunter ihre Tochter Susan und deren Ex-Liebhaber Balwan Singh, „einen überzeugten Marxisten“, den es reizt, „die Vereinigten Staaten anzugreifen.“ Daneben eine weitere Schlüsselfigur: die attraktive indische Schauspielerin Asha. Asha verlobt sich mit allen heiratsfähigen bedeutenden Persönlichkeiten zwischen Boston und Seattle, und „allein der Zufall“ verschlägt sie letztlich nach St. Louis: Nachdem sie Sidney Hammaker, Geschäftsführer der Hammaker-Brauerei, „des Vorzeigebetriebs der Stadt“, im Frühjahr 1984 bei Dreharbeiten kennen lernt, heiratet sie ihn am 4. August 1984. Bereits am 1. August hatte Susan Jammu, nachdem im Juni der alte Polizeichef seinen Rücktritt bekannt gab, zur allgemeinen Überraschung dessen Posten übernommen. Und am 11. August „begannen die Sichtungen“ durch indische Wohnungsinteressierten, und „alle trugen sie Zeichen verhaltenen Unmuts im Gesicht. […] Die Kinder schienen ausnahmslos gut erzogen zu sein.“ Unter Polizeichefin Jammu macht bald eine neue, vermeintlich indianische Terrorgruppe von sich reden names „Osage-Krieger“: Sie legen unter anderem eine Autobombe in den PKW eines örtlichen Medienchefs, geben an Halloween Schüsse auf dessen Haus ab, am Tag vor Thanksgiving Schüsse auf den Gateway Arch, danach während eines Baseball-Spiels im Stadion eine Bombendrohung mit absichtlich nur teilweise explodierten Kordit-Bomben. Einem „vereitelten Anschlag auf eine Einrichtung der Bell-Telefongesellschaft“ folgt schließlich ein Raketenanschlag auf eine Fernmeldeeinrichtung. „Jeder Vorfall unterstützt Jammus Forderungen nach einem größeren Budget, mehr Beamten und einer stärkeren Kontrolle über die Polizeibehörden in der Region“, eine gestärkte Polizei aber unterstützt außerdem Jammus Nulltoleranzstrategie in St. Louis: „Die Zahlen für das dritte Quartal [1984] weisen einen Anstieg der Verhaftungen von insgesamt 24 Prozent und, bei Gewaltverbrechen, von 38 Prozent aus“, während dagegen beispielsweise die „Zahl von Einbrüchen in der St. Louis County […] einen historischen Höchststand erreicht.“ Weil es weniger Verbrechen gibt, steigt die Attraktivität der Immobilien in St. Louis wieder: Mit dem Ehepaar Hammaker als Strohleuten („in dieser Stadt die beste Tarnung“) pumpt der „lachende Immobilienschakal“ aus Indien „vierzehneinhalb Millionen Dollar in den Immobilienmarkt von St. Louis“ und legt „weitere fünfhundertausend für Schweigegelder“ drauf. Die Inder verstärken den Eindruck eines wahren Immobilienrauschs noch, „indem sie nur Grundstücke kauften, die den lokalen Banken gehörten. Auf diese Weise blieb so viel Land wie möglich in den Händen schwarzer Geschäftsleute, was politisch notwendig war, während die Banken in den Glauben versetzt wurden, dass die Summe aller Investitionen die vierzehn Millionen Dollar weit überstieg. Denn wer kam schon auf die Idee, jemand könnte es darauf angelegt haben, Grundstücke ausschließlich bei Banken zu kaufen?“ Polizeichef Jammu erklärt ihrem Vertrauten Singh: „Kommt sie [=die Immobilienspekulation] erst einmal in Schwung […], dann läuft sie ganz von selbst und zieht Politik und Wirtschaft mit.“ Auch die aus der County.
In der County findet es der Chemie-Industrielle und Ex-General Sam Norris „bedenklich und alarmierend“, dass innerhalb von zwei Wochen „zwei Frauen aus Indien in St. Louis wichtige Machtpositionen besetzt“ hätten, denn Norris meint, „dass Indien im Wesentlichen ein Satellit der Sowjetunion sei“, und „deutliche Indizen sprächen dafür, dass Jammu, unterstützt von der Prinzessin [Asha], eine Verschwörung organisiere, um die Stadtverwaltung von St. Louis zu stürzen.“ Neutraler die Lage beurteilt der Bauunternehmer Martin Probst, „Vorsitzender des ’Städtischen Wachstumsvereins‘, einer gemeinnützigen Organisation, die sich aus den Geschäftsführern der großen Firmen und Geldinstitute im Raum St. Louis zusammensetzte“. Da Probst bei dem Baseballstadion-Anschlag verletzt wurde, zieht ihn der notorische Verschwörungstheoretiker General Norris ins Vertrauen, der Probst bisher zu weich und ein „bisschen zu tuntig“ fand: Dass es bei den Anschlägen der „Osage-Krieger“ keine Toten gab, bedeute laut Norris, da gehe jemand „ziemlich zimperlich zu Werke. Das riecht nach Frau. […] Das ist Jammus Werk, Martin. Und die uralte Masche. Man schafft die Illusion von Terror und lässt sich feiern, weil man ihn beseitigt hat; man kriegt Gelder, man kriegt Macht.“ Zu diesem Zeitpunkt allerdings versuchen auch Norris‘ Gegenspieler, Probst auf ihre Seite zu ziehen: Wenn Jammu will, dass das Kapital aus der County in die Innenstadt fließt, wenn „Jammu die Machtstrukturen von St. Louis ändern wollte, kam sie am Wachstumsverein nicht vorbei“, wozu Jammu bei Probst die „Krise“ auslösen möchte, ein strategisches Konstrukt Jammus: Die „Krise“ ist eine Angst, eine Obsession, die die Urteilskraft der Zielperson beeinträchtigt, und wenn die „Krise“ eingetreten ist, bittet Jammu „die Zielperson um Dinge, die ihr unter normalen Umständen niemals gewährt worden wären, sie trieb die Zielperson zu Dummheiten, […] sie veranlasst die Zielperson zu Investitionen, die zu vermeiden es hundert gute Gründe gab“. Die Auswertung der von Jammus „Syndikat“ gestarteten Überwachungsmaßnahmen ergab allerdings, dass Probst keine zur Krisen-Auslösung geeigneten Schwächen hat, bestenfalls „ein paar häusliche Dispute, aber sie waren nichts als Unkrautpflänzchen zwischen solidem Straßenpflaster“, die nun allerdings gedüngt werden, um Martin Probst dieses heimelige Refugium zu verleiden: „Für Martin ist das Zuhause der Hafen der wohlverdienten Ruhe, in den man sich nach den Strapazen einer anstrengenden, aber wohltuend strukturierten und beruhigenden Arbeitswelt täglich zurückziehen kann“. Dass für Probst seine „nette Familie […] eine Quelle ungewöhnlicher Kraft“ ist, soll ihn nach Jammus Plan nun „zur Schwäche werden.“ Als erstes wird Probsts Hund vor Probsts Augen von einem Lieferwagen überfahren, dessen Insasse anschließend Fahrerflucht begeht. Anschließend setzt Jammu ihren „eleganten und androgynen Partner“ Balwan Singh auf die beiden weiblichen Mitbewohner von Probst an. Balwan Singh nimmt sich zunächst die Teenie-Tochter Luisa Probst vor. Von den Erfolgsaussichten her „war die Verführung für liebebedürftige Personen in einem Alter, in dem man zu Heimlichkeiten und Abenteuern neigt, ideal. Das einzig Schwierige war der Zugriff. […] Eine Stunde allein mit dem Mädchen würde ausreichen. Den Rest besorgte der Zauber des Orients. Jadefiguren, Moët, ein Dutzend Rosen. Dann verführen, nach New Orleans bringen, mit Kokain anfüttern.“ Unter dem Vorwand, eine in den USA weilende französische Bekannte wolle sich mit Luisa treffen, lockt Singh Luisa Probst in ein Lokal, kann dort allerdings nicht mit ihr anbändeln, weil Luisa dort zufälligerweise einen Ex-Schulkameraden trifft, der auch eine Kurzzeit-Affäre mit dem homosexuellen Singh hatte. Den Zweck einer Entfremdung vom Vater vermag aber in Singhs Augen auch eine Liebschaft zwischen den beiden Jugendlichen zu erfüllen: Hinter den Kulissen fördert Singh die Karriere seines Ex-Liebhabers als Fotograf („Wenn ein Mann eine Million Dollar gewinnt, küsst er die erste Frau, die er sieht“), und auch der verliebten Luisa „war, als ob nichts von dem, was ihr einmal etwas bedeutet hatte, noch etwas bedeutete.“ Luisa zieht nicht zuletzt deswegen mit dem Fotografen zusammen, weil ihr Vater Martin Probst in dem neuen Freund, der das Studium abgebrochen hatte, einen „Versager“ mutmaßt und Luisa „Moralpredigten“ hält, da sie die Liebschaft mit dem Fotografen lange Zeit vertuschte und für Treffen mit ihm heimlich das Elternhaus verließt: Martin Probst „war bewusst, dass ein Mädchen, das aus dem Badezimmerfenster sprang, radikal andere Vorstellungen von ihrer Zukunft hatte als er.“ Da allerdings weder Hunde-Tod noch Tochter-Entfremdung Martin Probst etwas anzuhaben scheinen, die bei anderen Geschäftsleuten zur Herbeiführung der „Krise“ hilfreiche sexuelle Gier („Für ein paar Muskelkontraktionen im Dunkeln versetzen Männer Berge“) anscheinend ausscheidet, versucht Jammus Syndikat es mit finanzieller Gier: Das Syndikat schickt den Bürgermeister von St. Louis als „Abgesandten“ zu Martin Probst. Doch der Besuch ist kontraproduktiv: Als der Bürgermeister das Trigger-Wort „Kreis“ verwendet, macht in Probst „etwas Klick und zog ihn auf die Füße“, denn mit „Cliquen will ich nicht zu tun haben […]. Und selbst wenn alles nur hypothetisch ist, nenne ich das, wovon Sie reden, Vorteilsgewährung. […] Das ist nicht meine Art, Geschäfte zu machen, das ist nicht meine Art zu leben. […] Noch habe ich ein Wörtchen mitzureden in dieser Stadt, und ich kann Ihnen versichern, dass ich alles in meiner Macht Stehende tun werde, um zu verhindern, dass die Stadt irgendeinem Syndikat in die Hände fällt“. Allmählich aber wird Probst paranoid: Er nutzt erfolgreich einen Wanzen-Detektor, mit dem General Norris ihn ausgestattet hat, traut „im Nachhinein […] niemandem mehr“ und „sieht sich umgeben von Welten des Unsichtbaren, der Viren, des heimlichen Getues“. Für Martin Probsts Frau Barbara wird derweil eine Romeo-Falle aufgestellt: Die Auswertung der vom Syndikat gestarteten Überwachungsmaßnahmen zeigt, dass in der seit 20 Jahren dauernden Probst-Ehe hinter der gegenüber der Umwelt aufrechterhaltenen Fassade die übliche eheliche Entfremdung Einzug gehalten hat. Der Umgang der Eheleute miteinander „ist zu einem Machtspiel voller Lust und Ekel geworden, das auf gegenseitigen Lügen beruht“. Der schöne Singh kündigt sich unter falschem Namen als New Yorker Journalist eines Wohnstil-Magazins an, und als die „gelangweilte Hausfrau“ Barbara Probst die Tür öffnet, geschieht es: „Ein hellbraunes Augenpaar taxierte schamlos ihre Figur. Sie war so überrascht, dass sie nicht anders konnte, als zurückzustarren.“ Auch nach dem angeblichen Pressetermin lässt Singh Barbara nicht vom Haken, ruft sie an. „Weniger gut erzogene Frauen hätten gezögert, als er sie am Montag angerufen hatte; weniger intelligente Frauen hätten besser geflirtet, ihn auf die Folter gespannt; die humorlose Barbara hatte einfach nur ja gesagt und ein Restaurant vorgeschlagen.“ Aus Sicht des Syndikats erwartungsgemäß kommt es zum Geschlechtsverkehr. Nicht erwartungsgemäß ist das, was Barbara anschließend tut: Barbara gesteht Martin ihren Seitensprung. „Du warst weiter von mir weg als ich von dir. Und bist es immer noch. Ich will, dass du zurückkommst.“ Martin reagiert kühl, denn in seinen Augen ist seine Frau „zur Allgemeinheit desertiert, zu deren banalem Optimistischsein, zu deren reibungslosem Mechanismus von Liebe und Reue, und wie alle anderen wollte sie Probst nun auf ihre Seite ziehen.“ Das mithörende Syndikat ist nicht begeistert über Barbara, „die ihren Mann mit kalkuliertem Tremolo bearbeitete, seinen Widerstand mit ihrer hausbackenen Aufrichtigkeit unterlief und ihn mit der Behauptung einlullte, dass alles wieder gut sei.“

### 1985 (Kapitel 13 bis 24)
Am 16. Januar berät der Wachstumsverein unter dem Vorsitz von Martin Probst unter anderem darüber, dass das Repräsentantenhaus von Missouri ein bindendes Referendum beschließen könnte über die Wiedervereinigung von St. Louis und St. Louis County: Die demokratische Mehrheit im Repräsentantenhaus erwartet von der Wiedervereinigung eine Schwächung der Republikaner. Nach seinen unangenehmen Erlebnissen der Vormonate und infolge einer feurigen Ansprache des reaktionären General Norris unterstützt der parteilose Martin Probst das Ansinnen, die Wiedervereinigung zu bekämpfen und wird zum Anti-Wiedervereinigungs-Sprecher, „allseits bekannt und absolut vertrauenswürdig“, jemand, der das Anliegen der Wiedervereinigungs-Gegner „in der Öffentlichkeit vertritt und ihm Gewicht verleiht“ und in der Folge „zu einer Galionsfigur der Lauterkeit und Richtigkeit der gemeinsamen Sache aufgebaut“ wird. „Ohne Martin Probst hätte der Widerstand einen äußerst schwachen Kern gehabt, bestehend aus Sam Norris, County Supervisor Ross Billerica und versprengten Sonderlingen. Aber wenn Probst mitmachte, kamen sie nicht mehr als Minderheit daher. Wäre das öffentliche Leben von St. Louis der Hofstaat eines Moguls, dann wäre Probst die Elefantenherde.“ Letzten Endes ist Probst somit der Hauptgegner von Polizeichefin Jammu, denn Ross Billerica wird nachts in seinem Haus erschossen, während man gegen den großen Verschwörungstheoretiker General Norris nichts unternimmt, da das Syndikat ihn für eher ungefährlich hält: „Der ist mit seinen Theorien völlig ausgelastet. Er hat praktisch nichts gegen mich unternommen“, so Jammu. Der Kampf um die Referendums-Stimmen läuft an, anfangs flankiert von weiteren Terror-Attacken der vermeintlich indianischen „Osage-Krieger“: Am 22. Januar bringt eine Detonation eine Highway-Brücke bei Queeny Park zum Einsturz, in „der zweiten Februarwoche wurden abgelegene Siedlungen […] in Twin Oaks, Ellisville, Fenton, St. Charles und Bellefontaine mit Maschinengewehren beschossen. Wie gewöhnlich zeigten die Krieger einen auffällig hohen Respekt vor Menschenleben, was sich darin äußerte, dass sie ihre Waffen auf dunkle Fenster und Geräteschuppen richteten, und wie gewöhnlich bekannten sie sich umgehend zu den Anschlägen.“ Danach haben die Aktionen der Osage-Kriegen „einfach aufgehört. […] Die Konservativen der County fragten sich allmählich, was eine bewaffnete revolutionäre Gruppe dazu bewogen haben mochte, ihren Schlachtplan so perfekt auf die politischen Bedürfnisse Jammus und der Fussionsbefürworter zuzuschneiden.“ Vor dem Hintergrund der Terroranschläge in der County und der Null-Toleranz-Politik in der Stadt St. Louis ist die für die Wiedervereinigung agierende Polizeichefin Jammu „eine Nova, gediegenes Gold, eine Lichtgestalt, genauso wie (zumindest in den Augen der St. Louisianer) eine Katharine Hepburn, eine Peggy Fleming, eine Jackie oder Lady Di. […] Der typische Vorstädter mittleren Alters konnte ihr nur schwer widerstehen.“ Probst reagiert auf Jammus charismatischen Zauber mit einem Zauber-Wort: Er warnt „die Countybewohner davor, den Worten populärer Politiker zu trauen. Glaubten sie wirklich, dass Jammu und [St. Louis’ Bürgermeister] Wesley persönlich für ihr Wohl eintreten würden? Und wenn, wo seien die Beweise? Das war die entscheidende Frage, das Zauberwort, das alle Politiker verstummen ließ. […] Danach, beim Duschen oder Essen, spürte Probst, dass sein Herz ein wenig höher schlug: Er war ein Anarchist!“ Probst ist „froh, sich mitten in den Antifusionskreuzzug gestürzt zu haben“, vermisst seine Frau Barbara „wirklich nicht.“ Barbara ist nämlich an jenem 16. Januar, als Martin Probst zum Anti-Wiedervereinigungs-Sprecher wurde, durch Balwan Singh aus dem Probst-Haus nach Singhs Apartment in East St. Louis entführt worden, nachdem Barbara daheim noch einen Brief verfassen musste, in dem sie Martin erklärte, Martin zugunsten des New Yorker Journalisten verlassen zu wollen. Als flankierende Maßnahme lässt Singh Barbara Telefonate beispielsweise mit ihrem Arbeitgeber oder mit Luisas Freund aus dem Apartment in East St. Louis heraus führen, das Singh Barbara gegenüber als New Yorker Wohnhaus ausgibt. Ebenso wie das Syndikat eskaliert auch General Norris: Er heuert eine Privatdetektei an, deren Leute mit der systematischen Überwachung beispielsweise von Jammu und Asha beginnen.
Da weder Hunde-Tod noch Tochter-Entfremdung noch Frau-Abspenstigkeit Martin Probst in die „Krise“ zu stürzen scheinen, eskaliert Polizeichefin Jammu weiter und setzt auf das, was das Syndikat generell gerne anwendet, speziell bei Probst jedoch für unangemessen hielt: die Herbeiführung der „Krise“ durch sexuelle Gier. Angesichts eines solch respektablen Gegners wie Probst bringt Jammu sich selbst ins Spiel: Bei einer Foto-Ausstellung von Luisas Freund trifft Martin Probst auf Jammu, mit der Probst sich anfreundet – was sich laut Singh alsbald niederschlägt: „Je mehr wir Probst wegnehmen, umso weniger Anhaltspunkte haben wir, was passiert. Er redet mit fast niemandem. Er hat keine Freunde. Außer dir natürlich, was du sicher weißt und ausnutzen wirst. […] Der Ton seiner Verlautbarungen hat sich geändert. […] So, wie er in den letzten sechs Tagen eingestellt ist, läuft es auf eine Neutralitätserklärung hinaus“ in der Wiedervereinigungs-Frage. Die Annäherung zwischen Jammu und Probst nimmt auch General Norris wütend wahr: „Sie sind der Kerl, der das Leck mit der Hand zuhält, und wenn Ihnen jemand einen Keks anbietet, nehmen Sie die Hand weg und knuspern den Keks. Im Wissen, dass Sie ersaufen werden.“ Eine Woche vor Gründonnerstag 1985 gibt Probst bekannt, dass er die Wiedervereinigung nicht mehr ablehne. An Ostern schläft Probst mit Jammu, der nun aber ihre über reinen Sex hinausgehenden Gefühle in die Quere kommen: „Sie wollte Martin Probst, den Genius Loci, mit dem sie der Zufall zusammengebracht hatte. Sie wollte seine Liebe, seine Ergebenheit.“ Und Jammu weiß auch, was sie nach Ausgang des Wiedervereinigungs-Referendums nicht will: „Jammu wollte keine Wiederzusammenführung von Barbara und Martin. Sie wollte, dass Barbara verschwand, und zwar für immer. […] Die alten Morde hatten sie nicht daran gehindert, sich als die strahlende Lichtgestalt von St. Louis auszugeben, und ein neuer Mord würde sie nicht daran hindern, weiterhin die begehrenswerte Frau zu spielen, die Martin in ihr sah. Ihre einzige Befürchtung war, dass Singh den Befehl, wenn sie ihn denn erteilte, verweigern würde“, weil das ein sinnloser, für die Vollendung des Plans nicht notwendiger Mord wäre. Scheinbar verweigert Singh sich zwar nicht, gibt Jammu gegenüber vor, Barbara getötet zu haben. Tatsächlich jedoch lässt Singh die Wohnung unverschlossen zurück, Barbara verlässt sie, geht auf die Straße. „Das Viertel erinnerte an Hiroshima im Frühjahr 1946, so öde und unbelebt war es, dass ein gefahrloses Durchqueren möglich schien.“ Ein im Auftrag von Norris arbeitender Detektiv, der Singhs Wohnung beschattete, verwechselt Barbara mit einer mutmaßlich für Jammu arbeitenden drogenabhängigen Inderin, verfolgt Barbara zunächst zu Fuß, später in einem Lieferwagen, Barbara flieht vor dem ihr unbekannten Mann, verläuft sich „am Schauplatz ihrer Albträume, […] in einem Abbruchslabyrinth […], wo jedes Kind eine Pistole und jede Frau ein Messer hatte und ein weißes Frauengesicht eine Aufforderung zu Überfall und Mehrfachvergewaltigung war, sofern sie ihre Angst nicht verbergen konnte.“ Eine Gruppe Schwarzer fürchtend, flüchtet Barbara sich in das Auto zweier weißer Kleindealer, die sich mit Country-Musik berieseln lassen und mit sexueller Belästigung drohen, doch taucht hinter deren Wagen ein anderes Auto auf, das ein Blinklicht aufsteckt: das Auto des Detektivs. Die beiden Kleindealer beschleunigen ihre Fahrt gen St. Louis, erreichen eine Mississippi-Brücke. Aus der erhöhten Geschwindigkeit der beiden Fahrzeuge und dem Blinklicht auf dem einem Wagen schließen zwei Polizeibeamte aus St. Louis auf eine Verfolgungsjagd ihrer Kollegen aus East St. Louis, blockieren mit ihrem Streifenwagen die Brücke. „Das Fluchtauto auf der Brücke hatte sie bemerkt und pendelte in der Spur, als könnte es sich nicht entscheiden. Das Verfolgerauto dagegen bremste und blieb mitten auf der Brücke stehen. Ein Lieferwagen. Nichts kennzeichnete ihn als Behördenfahrzeug. Das Fluchtauto brach aus“, ein Polizist schießt auf die Reifen und trifft Barbara Probst tödlich in den Kopf in dem Moment, als sie die Tür aufreißt und aus dem Fahrzeug springt.
Ohne es zu wissen, sehen sich Jammu und Probst am Rande einer Referendums-Feier das letzte Mal: Probst steht oben an einer Freitreppe am Fluss. Jammu „wollte darauf warten, dass er die Treppe herunterkam“, während in ihr ein lautes „Geschöpf“ wächst, „ein Geschöpf, das sie gelegentlich in Spiegeln gesehen oder im Fieber gehört hatte, ein kleines, trauriges Kind. Das Kind sprach laut bei seinem Tun, wie Jammu, zu nichts anderem in der Lage, als zu planen und zu besprechen und darauf hinzuarbeiten, ein Leben zu konstruieren“. Weiterhin zu Martin hinaufschauend, der „ganz oben auf der Treppe saß, begann sie zu weinen. Sie bedauerte das Kind. Ihr fehlte die Grundausstattung, das Material, um Martin so zu lieben, wie er sie liebte.“ Martin seinerseits sieht Jammu mit Blick auf sich weinen, begreift, „dass ganz spezielle, schlichte Trostworte erwartet wurden“, die er nicht finden würde, und weiß, „dass die Affäre vorüber war.“ Nach Mitternacht ist auch das Referendum vorüber: Bei einer Wahlbeteiligung von 14 Prozent im County, 17 Prozent in der Stadt haben „gerade einmal 20 Prozent aller Wähler für die Fusion gestimmt“, ein nicht den Umfragen entsprechendes Ergebnis, das teils dem Regenwetter zugeschrieben wird, teils einer Überforderung der Bürger: „Das Wahlvolk, durch die Aufforderung zum eigenständigem Denken und Entscheiden eingeschüchtert, hatte kapituliert. Das machte die Kommentatoren verlegen […]. Sie begriffen nicht, dass Amerika dem Zeitalter des Handelns allmählich entwuchs“ und ein Land ohne Fortschritt oder Einsicht in das Notwendige wird. Als sich am Morgen Jammus Beraterkreis in Jammus Büro trifft, nimmt die nach langanhaltendem Schlafmangel und Aufputschmittel-Gebrauch geistig angeschlagene Jammu die Polizeiuniform an sich, begibt sich in die Damentoilette, wo das „Geschöpf“ in ihr hemmungslos auf sie einplappert. „Die Stimme in ihr, der Druck der Rechtfertigung, die Apologie, fanden kein Ende. […] Dann zog sie sich um, immer wieder in den Spiegel blickend, in ihr zweites Gesicht.“ Anschließend erschießt sie sich in der Damentoilette. „Wo sich eben noch zwei Individuen im Spiegel betrachtet hatten, war im nächsten Moment keines mehr.“ Singh kehrt nach Indien zurück, „in die Freiheit mitten unter anderen dreißig Millionen Indern namens Singh.“ Jammus Mutter hat einen Gewinn von über 120 Prozent gemacht. Und Martin Probst lebt einfach weiter. Bereits am Dienstag nach Ostern hatte die drogenabhängige, aus der Kontrolle Jammus geratene Inderin versehentlich das Probst-Haus in Brand gesteckt und der ohne Hund, Tochter, Frau und Haus dastehende Martin relativ gefühlskalt festgestellt, „wie ein Mann im besten Alter, der von aller Welt beneidet wurde, alles verlieren konnte, ohne auch nur eine Sekunde darum zu kämpfen: Er hatte an das, was ihm gehörte, nicht geglaubt.“ Nach Jammus Tod aber steht Martin Probst nicht mehr gleichgültig in der Welt, sondern anders. „Traurig, zornig, in einer Welt, die er, wie erst jetzt begriff, nicht mochte, lebte er“, hat „keine individuellen Heilsperspektiven und keinen tröstlichen Rückzug in die überschaubareren, kleinen Gemeinschaften von Familien und Liebenden“ zu erwarten.

### Nebenhandlungsstränge
Neben den Haupthandlungssträngen balanciert Die 27ste Stadt „mehrere miteinander verflochtene Erzählstränge aus“. Zu jenen Nebenhandlungssträngen gehören:
- Auseinandersetzungen und Feilschereien jeweils innerhalb der Wiedervereinigungs-Befürworter und -Gegner,
- die alsbald erfüllte, aber unbefriedigende Liebesbeziehung Luisas,
- die unerfüllte, aber durch Foto-Ersatz befriedigende Liebe des Probst-Gärtners zu Barbara Probst,
- das Familien- und Berufsleben desjenigen Polizisten, der Barbara Probst versehentlich erschießt,
- das bis kurz vor Ende des Romans erfolgreiche Berufs- und das zerrüttete Eheleben des Flugzeug-Magnaten Edmund „Buzz“ Wismer, eines „der zwanzig reichsten Männer des Landes“,[107] der Probsts Anti-Wiedervereinigungs-Aktivitäten bewundert und von der verheirateten Asha zu einer Affäre verführt wird;[108] Wismers Ehefrau versucht sich das Leben zu nehmen,[109]
- die Affäre zwischen dem „krank vor Lust auf Martins Frau Barbara“[110] agierenden Schwager Barbaras mit einer von Jammu auf Barbaras Schwager angesetzten indischen Heroinabhängigen,[111] die „gefährlich indiskret“ ist, weil sie Barbaras Schwager von der durch Jammu und Asha inszenierten „Immobilienpanik“ erzählt.[112] Dass Barbaras Schwager bei einem Weihnachtsbesuch Unterwäsche Barbaras ergattern kann,[113] sorgt dafür, dass Barbaras Schwager mit der Heroinabhängigen Martin-und-Barbara-Rollenspiele spielt;[114] außerdem schlägt er seine Gespielin.[115] Durch Misshandlung, Drogen und die Martin-Barbara-Rollenspiele wahnsinnig geworden, wird diese indische Heroinabhängige es sein, die in ihrer durch langen Zwang verinnerlichten Rolle als Barbara versehentlich das Probst-Haus anzündet,[102] in dem sie für Martin einen Kuchen backen will. Denn: „Eine Frau gehört an den Herd.“[116]

## Textanalyse
Bei dem Die 27ste Stadt handelt es sich um einen auktorial und personal erzählten Roman über den Niedergang mehrerer Familien und einer Region, „einen Krimi, eine nachdenkliche Dystopie“ und einen „vergifteten Liebesbrief“ an St. Louis, die Heimatstadt Franzens, der „seinen satirischen Blick auf ein breitmöglichstes Spektrum sozialer, kultureller und politischer Bereiche“ richtet.

### Ort und Zeit der Handlung
Der Haupt-Ort der Handlung, St. Louis, dient als „Metapher“ für die Mitte der USA, „den Nährboden nationaler Plattitüden“, und als „Beispiel für den anscheinend unaufhaltsamen Verfall ehemals blühender amerikanischer Städte“. Dem Romantext voranstellt ist unter anderem der Halbsatz „Diese Geschichte spielt in einem Jahr, das vage an 1984 erinnert“, und tatsächlich gibt es in dem eigentlichen Romantext nur einen konkreten Hinweis auf das Jahr 1984 (Indira Gandhis Ermordung am 31. Oktober 1984), aber Hinweise darauf, dass die Handlung sich eben nicht „gleichmäßig zwischen 1984 und 1985 aufteilt (12 der 24 Kapitel des Romans sind jedem Jahr gewidmet)“: Die Verknüpfung von genannten Kalenderdaten mit genannten Wochen- oder Feiertagen ist an mehreren Stellen nicht korrekt.

### Stil
In Die 27ste Stadt fällt eine Spannung auf „zwischen zwei Romanparadigmen, dem Postmodernismus und dem Realismus, die innerhalb desselben Romans zusammenfallen“: Franzen „konstruiert eine weitgehend realistische fiktive Welt, erschwert jedoch in typischer postmoderner Manier deren Transparenz (und stört das Eintauchen des Lesers) durch den selbstbewussten Einsatz von Absurdität, Parodie und stereotypen Darstellungen“. Dem Krimi-Genre und damit dem Realismus verpflichtet ist beispielsweise die Erzähltechnik, dass Einzelheiten der Verschwörung und der daraus resultierenden Taten erst nach und nach zutage treten, dem Postmodernismus, dass „häusliche Rituale durch Franzens Prosa bemerkenswert grotesk werden“ oder ein Teil des Textes sich aus Zeitungs-/Zeitschriftenschnipseln, Dialogfetzen (Interviews, Tonbanddialoge, Telefondialoge), Tagebuchauszügen, und einer Personenliste oder einem Personendossier zusammensetzt sowie einem Brief.

### Figuren

#### Hauptfiguren
- Susan Jammu: Die „politisch ehrgeizige Polizeichefin“ von St. Louis[134] und „mastermind“[135] des Syndikats wurde am 19. August 1949[136] „in Los Angeles geboren, ihr Vater war Amerikaner“,[137] ihre kaschmir-brahmanische Mutter (die mit Indira Gandhi einen „gemeinsamen Urgroßvater auf der Nehru-Seite“ gemeinsam hat)[138] hat Jammu allein großgezogen. Jammu wurde mit 16 Jahren von ihrer Mutter zum Elektrotechnik-Studium nach Srinagar geschickt, obwohl sie lieber nach London oder Paris wollte, „Schriftstellerin werden“.[139] In Srinagar lernte Jammu in einer kommunistischen Studentengruppe auch ihren zeitweisen Liebhaber und langjährigen Helfer Balwan Singh kennen.[139] Im Jahr 1968 wechselte Jammu zum Masterstudium an die University of Chicago.[140][141] Im Jahr 1975 war Jammu bereits „Stellvertreterin des Polizeichefs“ in Bombay.[142] „Jammus Vater war 1974 umgekommen, als ein Hubschrauber mit ausländischen Journalisten und südvietnamesischen Militärs nahe der kambodschanischen Grenze von einer Rakete der Kommunisten getroffen wurde. […] Mehr als zehn Jahre zuvor hatte Jammu erstmals seinen Namen erfahren, im Frühjahr bevor sie ihr Studium aufnahm“.[143] Jammu wird in dem Roman „manchmal als eine unheimlich allwissende weibliche Fu Manchu beschrieben, manchmal als eine moderne femme fatale, die den naiven Martin Probst verführen will, und wieder ein anderes Mal als die typische überarbeitete Polizistin mit einem durcheinandergebrachten Privatleben“.[144] Merkwürdig ist auch ihr Name: Ihr Nachname Jammu „ist ein Synonym für Streitigkeiten um Land, und sie steht im Roman für politische Instabilität“,[145] und ihren Vornamen mag Jammu nicht: „Er passt nicht zu mir“, sagt sie zu Martin Probst, weswegen sie ihn gerne durch ein „S.“  oder ein „Colonel“ ersetzt sieht.[146] Martin ist früh von dieser facettenreichen Frau fasziniert, wenn auch nicht wegen ihres Äußeren: „Ihrer Figur haftete etwas auffallend Vorpubertäres an, als wäre sie ein Mädchen, das in Erwachsenenkleidern aus der Kostümkiste steckte, und daher wirkte ihr Gesicht, obwohl normal für eine Fünfunddreißigjährige, fast greisenhaft.“[147] Jammu hat ebenholzfarbenes Haar[148] mit weißen Strähnen über dem linken Ohr.[149] „Ihr Haar ließ sie so lang wachsen, dass sie es im Nacken feststecken konnte. Sie hatte eine hohe Stirn, eine schmale und gebogene Nase und breite Lippen, die blutleer aussahen, bläulich“,[149] und um die herum Fältchen „in die zarte Zaut“ schneiden.[150]
- Martin Probst: Geboren am 12. Dezember 1934,[151] thront dieser grauäugige, 1,80 m große[152] „self-made businessman“[153] mit dem leicht schadhaften Gebiss[154] wie ein „Patriarch“[155][156] über seiner Familie und seiner Firma, wobei er der Firma offenbar den Vorzug gibt: Er „hat einen zu vollen Terminkalender, um viel Zeit zu Hause zu verbringen, und fühlt sich in seiner Rolle als Ehemann und Vater ein wenig unzufrieden“,[157] gegen Ende des Romans sogar als Versager.[158] „Probsts Vorfahren stammten aus Oklahoma und waren durch die Dürrejahre der Dust Bowl und schlechte Geschäftsentscheidungen pleite gegangen“.[159] Möglicherweise aufgrund der elterlichen Erfahrungen während der Great Depression glaubt Probst fest an praktische Arbeit und hegt „eine eingefleischte Abscheu vor spekulativen Handlungen“.[160] Aufgewachsen ist Probst in St. Louis, „in einem altem deutschen Viertel der Stadt. Mit achtzehn gründete er eine Abrissfirma, zwei Jahre später begann er, sie in ein Bauunternehmen umzuwandeln. Mit siebenundzwanzig krempelte er die lokale Baubranche um, indem er die Ausschreibung für den Gateway Arch gewann.“[152] Probst ist ein grundsätzlicher Gegner von Gewerkschaften und anderen Cliquen, entlohnt seine Mitarbeiter aber übertariflich.[161] „Wie ein mittelalterlicher Baumeister – unentbehrlich, aber zurückhaltend“[152] – hat Probst sich mit den Jahren einen makellosen Ruf[162] erarbeitet, ist jedoch „am glücklichsten, wenn er sich nicht emotional anstrengen oder sich sozial exponieren muss“.[163] Wenn Probst sich doch einmal sozial exponiert, liegt das paradoxerweise daran, dass er daran seine innere Einsamkeit messen kann: „Das Leitprinzip seines Charakters, die Summe seiner inneren Existenz war der Wunsch, in Ruhe gelassen zu werden. Wenn er in all den Jahren Aufmerksamkeit oder gar den Reiz des Neuen gesucht hatte und wenn er noch immer Gefallen daran fand, dann nur deshalb, weil er in der Aufmerksamkeit sein Anderssein erlebte und mit dem Anderssein die Einsamkeit beginnt.“[164] Ebenso wie bei der anderen Hauptfigur, Susan Jammu, bietet der Name Probst Stoff für Interpretationen: Der deutschstämmige Name erinnert an den Propst eines Domkapitels und „scheint zunächst für Stabilität und Tradition zu stehen“,[165] deutet aber „vielleicht auch auf die lateinische Wurzel ‘probe‘ hin: ehrlich, ethisch.“[166] Und „als ehrlicher und pflichtbewusst arbeitender Mann, repräsentiert Probst den Spirit of St. Louis des Mittleren Westens“:[167] Diesem durch den biederen Martin Probst verkörperten Spirit of St. Louis (Geist von St. Louis), diesem Bild des redlichen Kaufmanns, stellt General Norris in seiner feurigen Ansprache am 16. Januar 1985[64] dann auch „den Geist dieser Machenschaften“ des Syndikats entgegen, das unehrenhaft, lügnerisch und feige agiere.[168]

#### Nebenfiguren (Auswahl)
- Balwan Singh: Dieser schöne „kosmopolitische Intellektuelle“,[169] der seinem Umfeld gegenüber meist eine „undurchdringliche Distanz“ wahrt,[170] ist Sohn eines oft den Wohnort wechselnden Ex-Soldaten, der sich nach seiner Pensionierung in Kaschmir niederließ.[171] Ab 1960 studierte Singh in Srinagar,[171] wo er in einer kommunistischen Studentengruppe Susan Jammu kennenlernte[139] – bis zu Singhs Affäre mit Barbara Probst ist Jammu die „erste und einzige Frau“ des ansonsten homosexuellen Singh.[172] Im Jahr 1968 ging Singh an die Lomonossow-Universität Moskau.[141] „In härteren Zeiten hatte er als Dressman für Krawatten gearbeitet. Er war Mr. Makellos persönlich“,[173] mit hellbraunen Augen[58] und einem Aussehen, als wäre er zum Zeitpunkt der Handlung maximal 30 Jahre alt.[174] „Er war groß und breitschultrig, und sein heller Teint verdankte einem mittelasiatischen Vorfahren zusätzliches Gold. […] Singh war ein Marxist der ästhetischen Art, der mit der Idee des Revolutionsexports zum Teil zumindest deshalb kokettierte, weil der den Export ausländischer Moden nach sich zog“,[175] die Singh „anspruchsvoll, gut gekleidet“[176] sehr gerne in Anspruch nimmt. Doch sein „Arbeitseifer war über jeden Verdacht erhaben“, da „ihn nichts ablenkte (außer gelegentlich ein blonder Boy)“.[177]
- Asha: Parvati Asha Umeshwari Nandaksachandra ist 41 Jahre alt.[15] Sie hat unter anderem in Berkeley und an der London School studiert, war ab 1970 für die Tata-Gruppe tätig, „schaffte es dort bis ganz nach oben, und dann, 1975, mache sie eine politische […] Wandlung durch, […] verbrachte zwei Jahre im Gefängnis, arbeitete drei Jahre als marxistische Agitatorin in Bombay“, war Schauspielerin, lernte Sidney Hammaker im Frühjahr 1984 bei Dreharbeiten in Mexiko kennen.[15] Noch in Bombay, als Jammu sie erstmals traf, hat Asha außerdem mit Waffen gehandelt.[178] Die Hauptaufgabe der „bezaubernden indischen Verschwörerin“[179] besteht darin, „einen prominenten Geschäftsmann zu heiraten und andere wohlhabende alte Männer zu verführen“.[180]
- Barbara Probst: Die am 8. April[151] 1941[55] geborene Gattin von Martin Probst ist „unter strenger Aufsicht (ihrer Mutter und der römisch-katholischen Kirche) aufgewachsen und hatte darunter gelitten.“[181] Als Barbara Martin kennenlernte, war sie Physik-Fellow an der Washington University in St. Louis und Martin war ein Klient ihres Vaters, eines prominenten Anwalts gewesen.[182]  „Nach weniger als einem Jahr gab sie das Studium auf und heiratete Martin. Sie brauchte keine Naturwissenschaft, um sich von anderen abzusetzen, nicht, wenn sie Martin Probst hatte.“[183] Barbara „arbeitet Teilzeit als Bibliothekarin an der St. Louis University, verbringt aber die meiste Zeit damit, zu trinken, zu rauchen, zu lesen und sich mit anderen Vorstadthausfrauen zu verbrüdern“,[184] frustriert vom „geschlossenen Kreis der Routine“,[185] in dem sie gefangen und „einsam“ ist.[186] Diese Frau zu verführen ist „Kinderkram“[187] für den attraktiven Jammu-Assistenten Balwan Singh. Als Barbara auf ihn trifft, hat sie bereits resigniert: „Sie hatte nichts zu beweisen, und jemanden, dem sie etwas beweisen, den sie gewinnen wollte, hatte sie auch nicht.“[188] Als Singh sie dann entführt und einsperrt, steigert sich diese Resignation zu völliger Selbstgleichgültigkeit: „Was Barbara beschäftigte, wenn sie wach lag und ihren angeblichen Liebhaber [Singh] vermisste, war der Gedanke, dass sich fast gar nichts verändert hatte. Sie hatte ein Gefängnis gegen das andere getauscht.“[189]
- Luisa Probst: Die Tochter von Martin und Barbara ist am 1. November 1966 geboren[151] und zeigt nur zu Romanbeginn gelegentlich noch „das fröhlich auftrumpfende, in jedem Land abstoßend wirkende Renommiergehabe von Teenagern“.[190] Als Repräsentant „der amerikanischen Jugend“ ist Luisa „ausgesprochen typisch. Sie hatte weder Krankheiten noch Parasiten. Sie war, mehr oder weniger, blond und 1,68 groß, und sie wusste ihren Wohlstand wirksam zu präsentieren. […] Sie schwänzte die Schule und konsumierte Rauschgift; sie war eine Heimlichtuerin.“[191] Das dritte Kapitel des Buches beginnt mit den Worten „Die Sache war die, dass Luisa sich langweilte“,[192] und dementsprechend lässt sich Luisa „durch ihre Tage treiben und sucht nach kleinen Möglichkeiten, ihrem weitgehend abgeschotteten Dasein etwas Aufregung zu geben“,[193] die über ihr Haupt-Hobby, die Vogelkunde, hinausgeht.[194]
- Sam Norris: Der sechzigjährige[195] Ex-General ist „Geschäftsführer von General Synthetics, einem der bedeutendsten Chemiebetriebe des Landes und einem gewichtigen Wirtschaftsfaktor in der St. Louis County. Sein Reichtum und seine extremen politischen Ansichten waren von nahezu mythischen Dimensionen.“[196] Dieser eingefleischte Verschwörungstheoretiker (dessen Theorien in diesem Fall zwar Recht haben, aber nicht Recht bekommen)[196] ist „der offensivste Charakter in dem Buch“, ein „bewaffneter, […] fremdenfeindlicher Reaktionär“.[197]

### Themen

#### Privates und Öffentliches Leben
Franzens Die 27ste Stadt bettet die „privaten Momente“ (Familie, Freunde u. a.), die „Konflikte und Orientierungslosigkeit einer weißen Oberschichtsfamilie im Mittleren Westen“ in eine Handlung ein, „die Franzen seine umfangreiche gesellschaftspolitische Kritik ermöglicht“. Diese Gesellschaftskritik ist „breit gefächert und reicht von der Vereinnahmung von Institutionen durch Interessengruppen über die verhängnisvollen Auswirkungen von Immobilienspekulationen bis hin zur manipulativen Macht der Medien“. Bevor sich die Handlung auf das Referendum konzentriert, in dem in aller Offenheit „beide Seiten des Meinungsstreits ihre Positionen abstecken“, bedient Franzen hierbei die Vorstellung, „dass die Macht in den Händen einer Clique liegt“ und dass das öffentliche Leben „kleinen, geschlossenen und nicht rechenschaftspflichtigen Interessengruppen zum Opfer gefallen ist, die heimlich öffentliche Angelegenheiten zu ihrem eigenen Vorteil verwalten, während sie die öffentliche Meinung manipulieren und Informationen verbergen, um die Passivität oder Unterstützung der Öffentlichkeit zu erlangen.“ Die bittere Schlusspointe in Die 27ste Stadt ist hierbei, dass beide Seiten des Meinungsstreits gleichzeitig gewonnen und verloren haben: Die Gewinner haben die Unterstützung einer aktiven Minderheit, die Verlierer die Unterstützung der passiven Mehrheit.

#### Angst
„Es ist seit langem bekannt, dass Angst und insbesondere die Verbreitung eines Gefühls der Notlage ein unschätzbarer Faktor bei der Manipulation der öffentlichen Meinung durch die Machthaber sind.“ Am offensichtlichsten zeigt das der Roman daran, dass Polizeichefin Jammu „die von mutmaßlichen indianischen Terroristen ausgelöste Panik nutzt, um die Zustimmung der Öffentlichkeit zu ihrer harten Haltung zu bewirken“. Tatsächlich aber spielt auch Franzen als Machthaber über die Handlung seines Romans ebenso mit dem Thema Angst, wie es verschiedene Romanfiguren tun, um ihre Zwecke zu erreichen – oder weil sie die Angst wirklich empfinden. „Angst ist in der Stadt ständig präsent, von der Angst vor einem Atomkrieg über die Angst vor den Bombenanschlägen geheimnisvoller indianischer Terroristen oder die Angst vor städtischer Kriminalität bis hin zur ‘Angst vor Black Areas‘“. Beispiele:
- Der reaktionäre Ex-General Sam Norris pflegt entsprechend seiner politischen Grundüberzeugung angesichts von Jammus Herkunft aus Indien, das „im Wesentlichen ein Satellit der Sowjetunion“ sei,[31] seine Kommunistenangst, die ihn beispielsweise glauben lässt, eine Finanztransaktion zwischen der Stadt St. Louis und der durch Asha infiltrierten Hammaker-Brauerei wäre gleichbedeutend mit einer Brauerei-Verstaatlichung.
- Martin Probst und dessen Bewunderer Edmund „Buzz“ Wismer pflegen als machtvolle Unternehmer dagegen die allgemeine Atomkriegs-Angst des US-amerikanischen Volkes, das seit Anfang des 19. Jahrhunderts nie einen feindliche Invasion und einen Krieg im eigenen Land erlebt hatte. „Das Fehlen einschlägiger Erfahrungen schärfte seinen Sinn für die Fragilität des Kontinents, dessen Bevölkerung keine kollektive Erinnerung an Pestseuchen oder Luftangriffe kannte. Nordamerika, diese wunderbare Illusion, gab Anlass zur erbärmlichsten Angst, der Angst eines Mannes, der […] kaum je eine Nacht im Krankenhaus verbracht hatte und nun […] einem sicheren grausigen Tod entgegensah“,[207] nämlich eines Atomschlags statt eines Invasionsversuchs mit nicht-atomaren Waffen. Und auch Martin Probst fühlt sich ohnmächtig angesichts der atomaren Bedrohung: „Manchmal dachte Probst, man müsse, um die Welt von Kernwaffen zu befreien, sofort handeln, bevor durch irgendeinen Zufall ein Krieg ausgelöst wurde. Dann wieder dachte er, Sicherheit werde einzig und allein durch den Bau von Waffen erzielt, durch eine so Furcht erregende Abschreckung, dass keine Seite es wage, durch Zufall irgendetwas auszulösen. Er wusste nur, dass er sich fürchtete.“[208]
- Generell persifliert Franzen durch den stark indischen Einschlag beim „Syndikat“ die amerikanischen Ängste vor Infiltration.[209] Dass hierbei ausgerechnet Inder „in Franzens Roman vom Subkontinent aus in Amerika einmarschieren, während dagegen die Indianer von eindringenden Europäern gequält worden waren, ist vermutlich ein historischer Witz seitens Franzens“,[210] der zwangsläufig unter der Übersetzung zu leiden hatte, wie auf der Titelblatt-Rückseite der deutschsprachigen Ausgabe des Romans offen zugegeben wird: „Die für das Romangeschehen relevante Mehrdeutigkeit des englischen Wortes indians (dt. Inder und/oder Indianer) lässt sich im Deutschen leider nicht wiedergeben.“[211] Für die unterschwellig bedrohliche Darstellung der indischen Invasoren spielt dieser der Übersetzung geschuldete Mangel an Mehrdeutigkeit aber kaum eine Rolle: „Die Inder kommen aus dem Ausland nach St. Louis, aber es ist, als kämen sie von aus dem Himmel. Sie sind distanziert, kultiviert, mehrsprachig“,[212] und sogar ihre Kinder scheinen „ausnahmslos gut erzogen zu sein“[14] und daher unheimlich, so wie die nur anfangs braven, hochintelligenten Kinder aus dem Science-Fiction-Horrorfilm Das Dorf der Verdammten. Franzen selbst beschreibt sein erstes Buch tatsächlich auch als einen Science-Fiction-Roman.[213]

Es ist auch Mehrfachbefall der Romanfiguren durch Ängste möglich, beispielsweise bei General Norris durch Kommunistenangst einer-, Ausländerangst andererseits, oder bei dem durch einen möglichen Atomkrieg verängstigten Martin Probst: Er sieht in einem Anfall von Fremdenfeindlichkeit zwischendurch „überall Inder und Indianer, die Bomben legten, Entscheidungsträger herausforderten, die Presse in die Irre führten und mit Grundstücken spekulierten […]. Nichts war mehr sicher vor seiner Xenophobie, nicht mal sein eigenes Herz, nicht mal das Herz seiner eigenen Stadt.“

#### 1984
Dem Romantext voranstellt ist unter anderem der Halbsatz „Diese Geschichte spielt in einem Jahr, das vage an 1984 erinnert“, doch die falsche Verknüpfung von genannten Kalenderdaten des Jahres 1985 mit genannten Wochen- oder Feiertagen an mehreren Textstellen sowie Fehlinformationen wie der, dass laut Romantext Missouri in 1985 einen demokratischen Gouverneur gehabt hätte (tatsächlich: der Republikaner John Ashcroft), bestärken die Einschätzung, dass nicht nur der Ort der Handlung St. Louis eine „Metapher“, sondern auch die ohne Not erwähnte Jahreszahl 1984 nicht kalendarisch zu verstehen ist, sondern als Anspielung auf Orwells Roman 1984: Der dem Romantext vorangestellte Halbsatz ist in dieser Interpretation nur ein Warnhinweis, dass eine Orwellsche Geschichte folgen wird mit systematischen Gehirnwäsche-Versuchen, mit Positionsmeldern bei den observierten Personen und heimlicher Zimmerdurchsuchung samt Fotodokumentation, mit Abhörmaßnahmen im Club, im Privat-PKW,  in privaten Küchen und Esszimmern. Die so erlangten Daten und Informationen werden durch das Syndikat dann „von Analysten entschlüsselt und interpretiert, von den Medien verbreitet, bequem manipuliert oder letztendlich geheim gehalten. Und wenn Geheimhaltung das Mittel zum Zugang zur Macht ist, ist die logische Folge Paranoia. Paranoia wird zum natürlichen Zustand derjenigen, die vom Informationskreis ausgeschlossen sind“.

#### Konsumismus
An einer Stelle des Romans, als der durch die Ereignisse entsetzte Martin Probst in einer Shopping Mall einkauft, heißt es über ihn: „Indem er kaufte, beruhigte er sich.“ Einerseits wird Konsum in dem Roman Die 27ste Stadt „als ultimative Stütze für die Identität eines Individuums dargestellt. Es ist der Kapitalismus selbst, der [...] Martin Probst diese Identität verleiht“, ohne auf „die prekäre Natur einer solchen Identität“ Rücksicht zu nehmen. Andererseits träumt beispielsweise Barbara Probst „von einem Leben ohne die Tyrannei der Dinge“, wobei ihre Reaktion jedoch darin besteht, bulimisch bereits gekaufte Dinge wieder auszumustern: Kleidungsstücke, manche davon nur einmal getragen, die nach dem Ausmustern aus dem heimischen Kleiderschrank dank Altkleidersammlungen bei den Bedürftigen „in der Innenstadt landen oder im Südzipfel von Missouri. […] Wenn es nach ihr ging, konnten die Sachen aber auch zum Geländeverfüllen verwendet werden.“ Mit Textstellen wie diesen verknüpft Franzen somit „Konsumismus, Vorstadtentwicklung und Umweltschäden“.

#### Stadt
„Alle Städte sind Ideen. Sie erschaffen sich selbst, und die Welt nimmt sie nach Belieben wahr oder ignoriert sie“, heißt es im Roman Die 27ste Stadt über das Titelthema Stadt, und an anderer Stelle: „Geschichte lebt oder stirbt mit den Bauwerken“. Im Mittelpunkt des Textes steht die Stadt St. Louis als spezielles Beispiel des Verfalls. „Die Monstrosität von St. Louis ist eine Deformation, die durch Amputation und Abwesenheit [der County] verursacht wird. Eine beängstigende Missbildung, die wie die eines Aussätzigen die eilige Flucht derjenigen, die es können, nur beschleunigt. Die Zersiedelung wird dann auch zur Flucht vor dem Monster“, hinein in die „konsumorientierte, automobilbasierte Vorstadtumgebung“ der County, in der dank der durch Jammu bewirkten Umlenkung der Invesitionsströme bereits erste trostlose Invesitionsruinen auftauchen wie ein von Martin Probst betreutes Projekt in Winter Haven: „Es war eine aufgegebene Baustelle, riesenhaft und nun, im Winter, unter Schnee begraben. Sie hinterließ ein großes weißes Negativ mitten im Wald, das Bild einer neuzeitlichen Katastrophe, einer flachgebombten Stadt etwa oder einer wegen Dioxinbelastung zum Sperrgebiet erklärten Viehweide. […] Es war noch trostloser als eine Torfhütte in der Prärie. Es war eine Enttäuschung, die der Zeit entsprach“ und die einem Trend abzeichnet, unter dem Großteile der Stadt St. Louis bereits vor Jammus Ankunft zu leiden hatten: dem Trend zur scheinbaren Menschenleere. „Ich sage nicht, dass es hier keine Menschen gibt, aber aus irgendeinem Grund verlieren sie sich“ in der Stadt, stellt Singh an einer Stelle des Romans fest, und an einer anderen Textstelle bemerkt der sich mit St. Louis identifizierende Martin Probst nachts eine „Stille, als wäre die Stadt jetzt tot, als wäre auch Probst bald tot“. Dass Jammu diese scheintote Stadt zum Leben erwecken will, macht allerdings die Stadt nur „in ihrem Innern krank, an unverdautem Ehrgeiz würgend, zerrüttet von Lügen.“ Am Rande der Immobilienspekulations-Objekte bewachen Streifenwagen der Polizei dann „das Nichts. Keine Fußgänger, keine Geschäfte, nur Hunde und ausgeschlachtete Autos. Und Grundstücke. Hohe Zäune zur Straße hin sichern planiertes Bauland und Sperrholzfenster. Ist das wirklich eine Tragödie? Nicht viele mussten hier wegziehen, damit das Land zur Wüste werden konnte […]. Die Hand, die hier aufgeräumt hat, ist keine amerikanische Hand. Kein Amerikaner, kein Rassist aus Idaho, kein Klan-Mitglied aus Greensboro wäre damit durchgekommen. Diese Wüste entstammt der praktischen Weitsicht einer Frau.“ Die gleiche Hand scheucht allerdings durch eine Null-Toleranz-Politik die Kriminellen über den Mississippi River hinüber nach East St. Louis: „East St. Louis war eine South Bronx, ein Watts, ein North Philadelphia im Kleinformat. Diese Schlaglochstraßen knapp fünf Kilometer östlich des Arch wären für die Bewohner von St. Louis eine Bedrohung oder soziale Herausforderung gewesen, hätten sie nicht der breite Strom und die Bundesstaatengrenze davor geschützt. […] Das Viertel war ein schwarzes Loch im lokalen Kosmos, so heruntergekommen und gefährlich, dass es selbst vom organisierten Verbrechen gemieden wurde.“ Am Ende des düsteren Romans bleibt eine Frage offen, die bereits recht am Anfang gestellt wird: „Was wird aus einer Stadt, an die sich kein Lebender erinnert, aus einem Zeitalter, dessen Untergang kein Lebender betrauert?“

## Rezeption und Auszeichnungen
Der 1988 mit dem Whiting Award der Mrs Giles Whiting Foundation ausgezeichnete Roman Die 27ste Stadt fand nach seinem Erscheinen beim Publikum wenig Anklang. Das hätte wahrscheinlich daran gelegen, dass dieser „Bürokratiethriller“ nicht leicht zu lesen gewesen wäre, erklärte das Rezensions-Magazin Los Angeles Review of Books ein Vierteljahrhundert nach Erscheinen den mangelnden Erfolg. Doch obwohl „es sich nicht um einen Bestseller handelte, war es schwer, diesen strangeloveianisch-radikal-verrückten Roman zu ignorieren“: Kirkus Reviews prognostizierte einen halben Monat vor Erscheinen großes Aufsehen. Vollkommen positiv waren nur wenigen Kritiken, so nannte Newsweek den Roman ein riesiges und meisterhaftes Drama über St. Louis im Belagerungszustand, packend und surreal und überwältigend überzeugend. Ebenso wie es Lesern schwer fiel, das umfangreiche Werk in eine bestimmte Schublade zu stecken, waren auch einige Rezensenten „wegen Franzens Spiel mit Genres verblüfft“, das die New York Times, die das Buch dem Genre „Crime/Mystery“ zuordnete, im Jahr 1988 für Probleme verantwortlich machte, denen sich zu stellen es den Lesern aber ermögliche, in dem Roman mehr zu finden, als sie von solchen Werken gewohnt seien.
Neben dem Genre-Mix wurde auch Franzens etwaige Überambitioniertheit in den Kritiken herausgestellt. Das Buch stamme aus Franzens Schaffensphase, „in der einer mit anstrengenden, dickleibigen Büchern gegen die Wand des Publikumsdesinteresses rennt“, erklärte die Stuttgarter Zeitung den Charakter des laut The Guardian übermäßig trickreichen, laut Einschätzung der New York Times aus dem Jahre 1988 zum eigenen Schaden zu kniffligen und ehrgeizigen Werkes, dessen Autor dazu neige, nur aus Gründen der Komplexität Komplikationen zu ersinnen und dadurch stellenweise einen beeindruckenden, aber blutleeren Text zu kreieren. Franzen habe sich übernommen und „praktisch zu schielen begonnen vor lauter cleverem postmodernen Augenzwinkern“, meinte die Los Angeles Review of Books. Andere Kritiker stellten dagegen zwar nicht infrage, dass Die 27ste Stadt ein ehrgeiziges Buch sei, staunten aber darüber, dass es trotzdem entweder zumindest teilweise oder aber gänzlich gelungen sei: Publishers Weekly nannte das Buch eine virtuose Darbietung, die zwar nicht ganz gelinge, die Leser aber trotzdem fesseln werde, die New York Times erklärte im Jahr 1992, dass dieser „weitläufige neu-dickensianische Mischling“ eigentlich nicht hätte funktionieren sollen, aber dennoch funktioniert habe, und in Deutschland fand die Frankfurter Allgemeine Zeitung den Roman ebenfalls „überehrgeizig angelegt, aber es gelingt, dank eines Erzählers, der einmal melancholisch, dann ironisch, im nächsten Moment dokumentarisch nüchtern spricht und alle Stimmen schlüssig mischt.“ Der so gelobte Stil Franzens stieß auch ansonsten überwiegend auf Wohlwollen: Bereits 1988 lobte die New York Times die reiche, vollmundige Prosa, die mühelos zwischen Naturalismus und einem gehobenen satirischen Stil wechsle, und Kirkus Reviews fand Die 27ste Stadt gespickt mit einem subtilen, eisigen, unversöhnlichen Humor, an dem der Los Angeles Times gefiel, dass er kein Selbstzweck wäre: Die nie übertriebene Farce sei mehr als nur unterhaltsame Verzierung, denn sie verstärke das Gefühl der Entfremdung.
Neben Genre-Mix und etwaiger Überambitioniertheit stand auch noch die Handlung im Mittelpunkt der Kritik. Der Roman Die 27ste Stadt wurde wegen „seiner labyrinthischen Handlung mit früheren postmodernen Romanen verglichen“, einer Handlung, die die deutsche Kritik als „geradezu absurd“ empfand, als „einfach nur abwegig“ und als einer Great American Novel nicht würdig, während anderenorts die „erdrückende Atmosphäre der Stagnation“, mit der der Roman endet, Franzen scharfe Kritik einbrachte. Umstritten war auch, inwieweit Franzen sein Material, seine Handlungsstränge unter Kontrolle behalten hat. So meinte beispielsweise Die Zeit über den Roman: „Es ist ein angestrengtes und anstrengendes Buch, viele, viele Erzählfäden werden aufgenommen und miteinander verknüpft, am Ende geht keiner verloren und der gordische Knoten ist durchschlagen.“ Die Los Angeles Times befand dagegen, der Roman verliere sich in den Windungen seiner Handlung gleich einem Menschen, der weiterrede, obwohl er seinen Standpunkt längst klargemacht habe, eine Einschätzung, die auch Publishers Weekly teilte: Franzen verliere am Ende die Kontrolle über sein Material und lasse aus der Überfülle an Akteuren einige völlig verschwinden, andere platt werden. Ob die Darstellung der Charaktere des Buches tatsächlich teilweise platt wäre, war ebenfalls Gegenstand widerstreitender Meinungen: Die Zeit fand hinsichtlich der Beweggründe der indischen Syndikats-Initiatoren deren „psychologische oder gar ideologische Motivation […] unzureichend“, Publishers Weekly unplausibel, während die Los Angeles Review of Books die Darstellung des wichtigsten indisch-amerikanischen Charakters, Jammu, für ein meisterhaft-komplexes Porträt hielt und Jammus rechte Hand Balwan Singh außergewöhnlich gut gezeichnet fand. Folgt man allerdings der Einschätzung des Anglisten Timothy W. Galow (Carroll University), zeugt Kritik an einer angeblich absurden Handlung oder vermeintlich platten Charakteren ohnehin nur von Unkenntnis der Kennzeichen postmoderner Literatur, zu denen auch „der selbstbewusste Einsatz von Absurdität, Parodie und stereotypen Darstellungen“ gehören.

## Deutschsprachige Textausgaben (Auswahl)
- Die 27ste Stadt. Roman. (=rororo, Band 24373.) Deutsch von Heinz Müller. Rowohlt-Taschenbuch-Verlag, Reinbek bei Hamburg 2006. ISBN 3-499-24373-3.
- Die 27ste Stadt. Roman. Deutsch von Heinz Müller. Lizenzausgabe. Büchergilde Gutenberg, Frankfurt am Main 2003. ISBN 3-7632-5451-X.
- Die 27ste Stadt. Roman. Deutsch von Heinz Müller. Rowohlt, Reinbek bei Hamburg 2003. ISBN 3-498-02087-0.